# Graphisoft Park
A Graphisoft Park az egykori óbudai gázgyári terület szívében, közvetlenül a Duna-parton fekvő 16 hektáros zöldterületen elterülő ipari park. Az 1998 óta folyó ingatlanfejlesztés eredményeképpen a komplexumban 12 különböző méretű irodaház található, ahol zömében információtechnológiai és biotechnológiai cégek irodái és laboratóriumai találhatóak, de itt működik a Bojár Gábor által alapított Aquincum Institute of Technology magánegyetem is.

## A Graphisoft Park története
Az irodapark építését a névadó cég, a Graphisoft eredetileg saját céljaira kezdte meg 1998-ban. A kezdetben főként a Duna-parti sétány mentén felhúzott irodák kisebb, villaszerű épületekben kaptak helyet. A későbbiekben a rendelkezésre álló szabad területek beépítésével és további, egykori gázgyári területek akvizíciójával az újabb bérlők igényeinek megfelelően zártabb tömegű, nagyobb, egyterű irodahelyiségeket magába foglaló épületek járultak hozzá a Park építészeti együttesének mai képéhez. Az ingatlanfejlesztői és irodaüzemeltetői funkciók bővülése miatt 2006-ban a Graphisoft szoftverfejlesztői és ingatlan üzletágait kettéválasztották: míg az előbbi a Nemetschek cég tulajdonába került, addig a Park a fejlesztésével és üzemeltetésével foglalkozó Graphisoft Park SE holding részvényeit 2006 óta a Budapesti Értéktőzsdén (BÉT) jegyzik.

## A Graphisoft Park építészete
A Park épületeinek tervezésekor meghatározó volt az Óbudai Gázgyár építészeti öröksége, mely több építészeti részletben is visszaköszön. Jellemzőek például téglaburkolatú homlokzatok, melyeket az irodafunkció támasztotta igényeknek megfelelően különböző méretű üvegfelületek tagolnak. Az épületegyüttest változatos táj- és kertépítészeti megoldások, továbbá különböző szobrok és köztéri műalkotások egészítik ki, a folyóval való közvetlen kapcsolatot pedig a Park Duna felőli oldalát szegélyező sétány biztosítja.

## A Graphisoft Park főbb bérlői
A Park bérlői között számos információtechnológiai cég található, mint pl. a névadó Graphisoft, a Microsoft vagy az SAP AG. Ezen felül több biotechnológiai és gyógyszeripari cég irodái és laboratóriumai is működnek a Park területén mint pl. a Servier Gyógyszergyár, de itt működik az angol nyelvű egyetemi részképzésekre specializálódott Aquincumi Technológiai Intézet is.

## Galéria

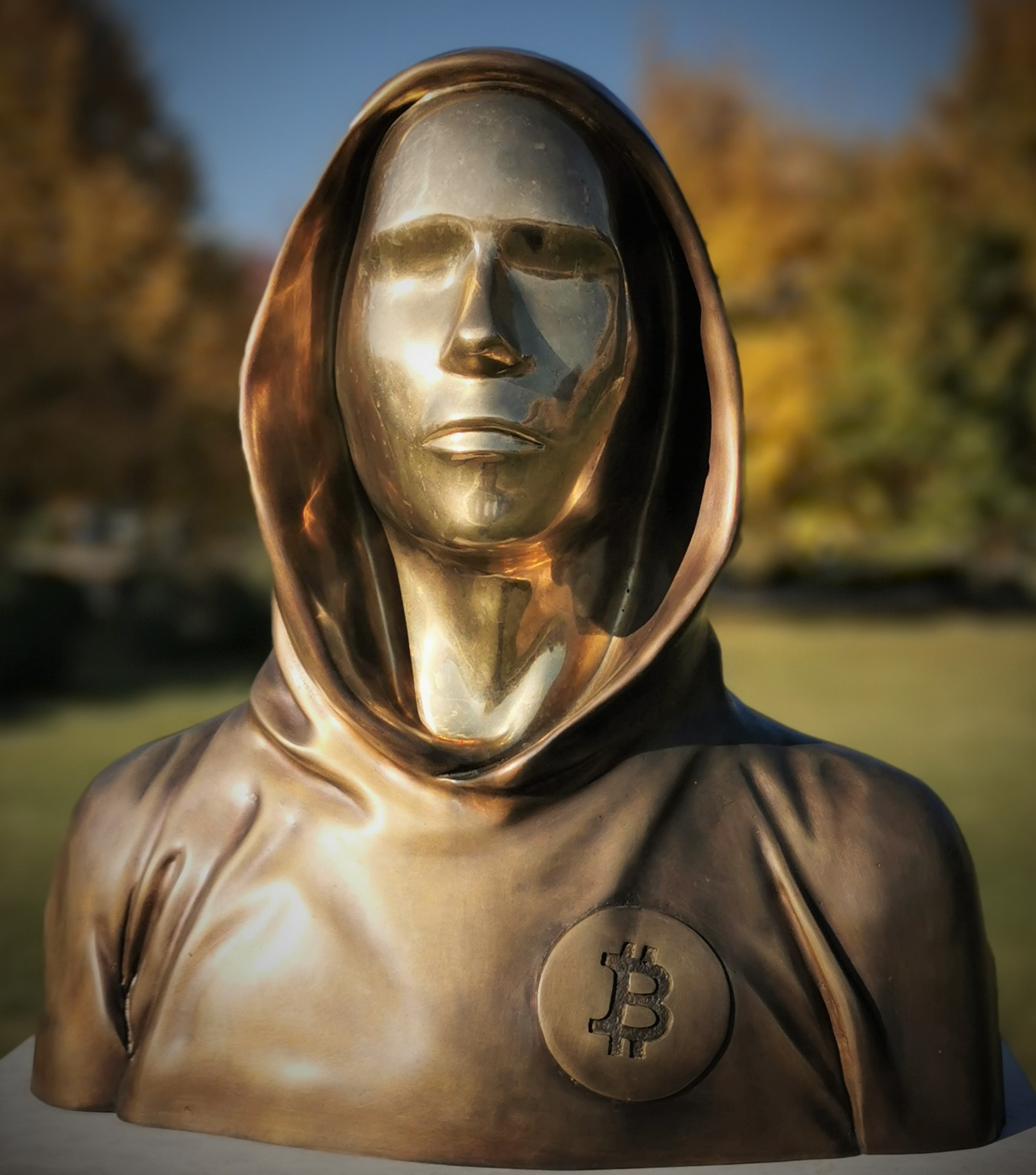
Satoshi Nakamoto mellszobra
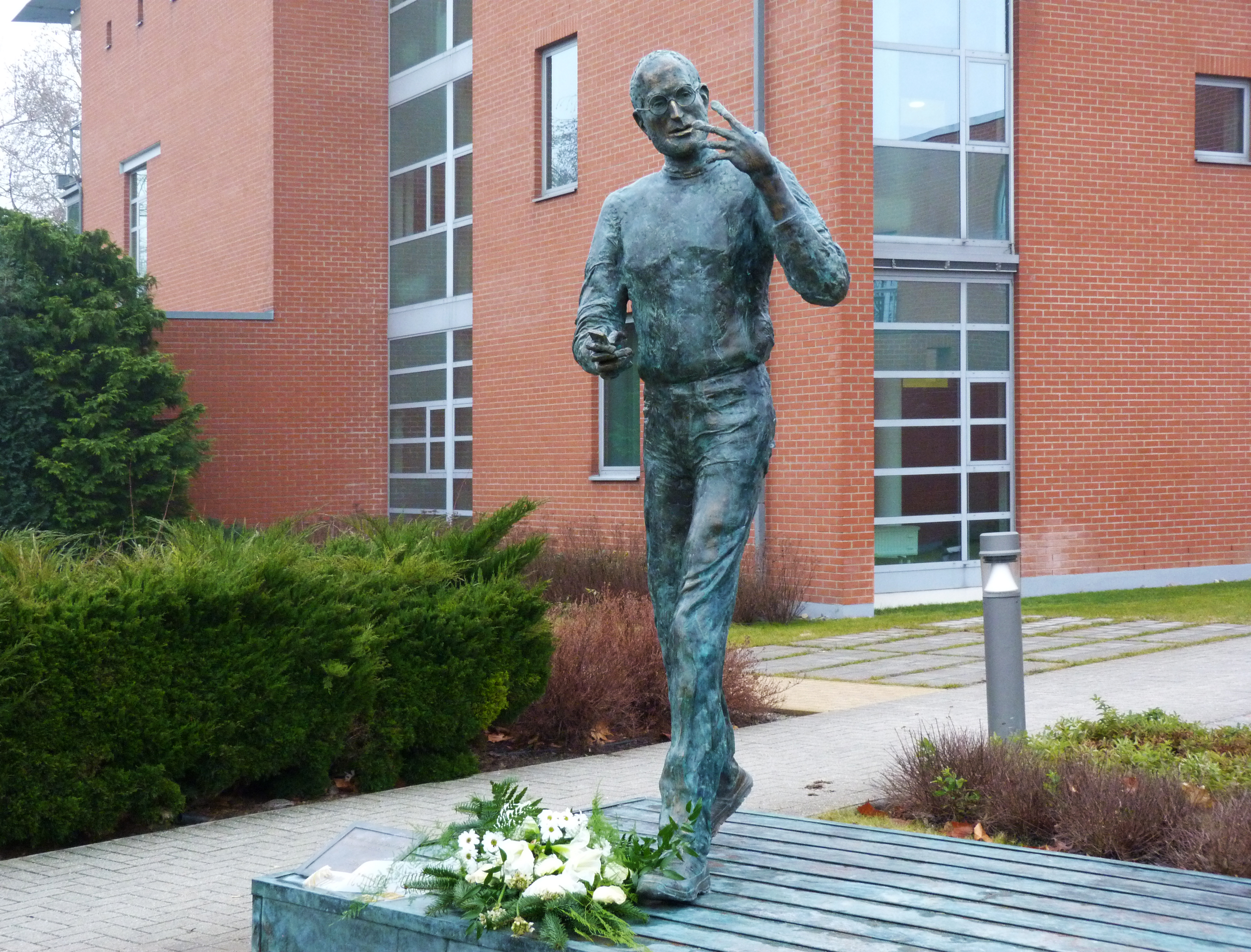
Steve Jobs szobra a Graphisoft Parkban
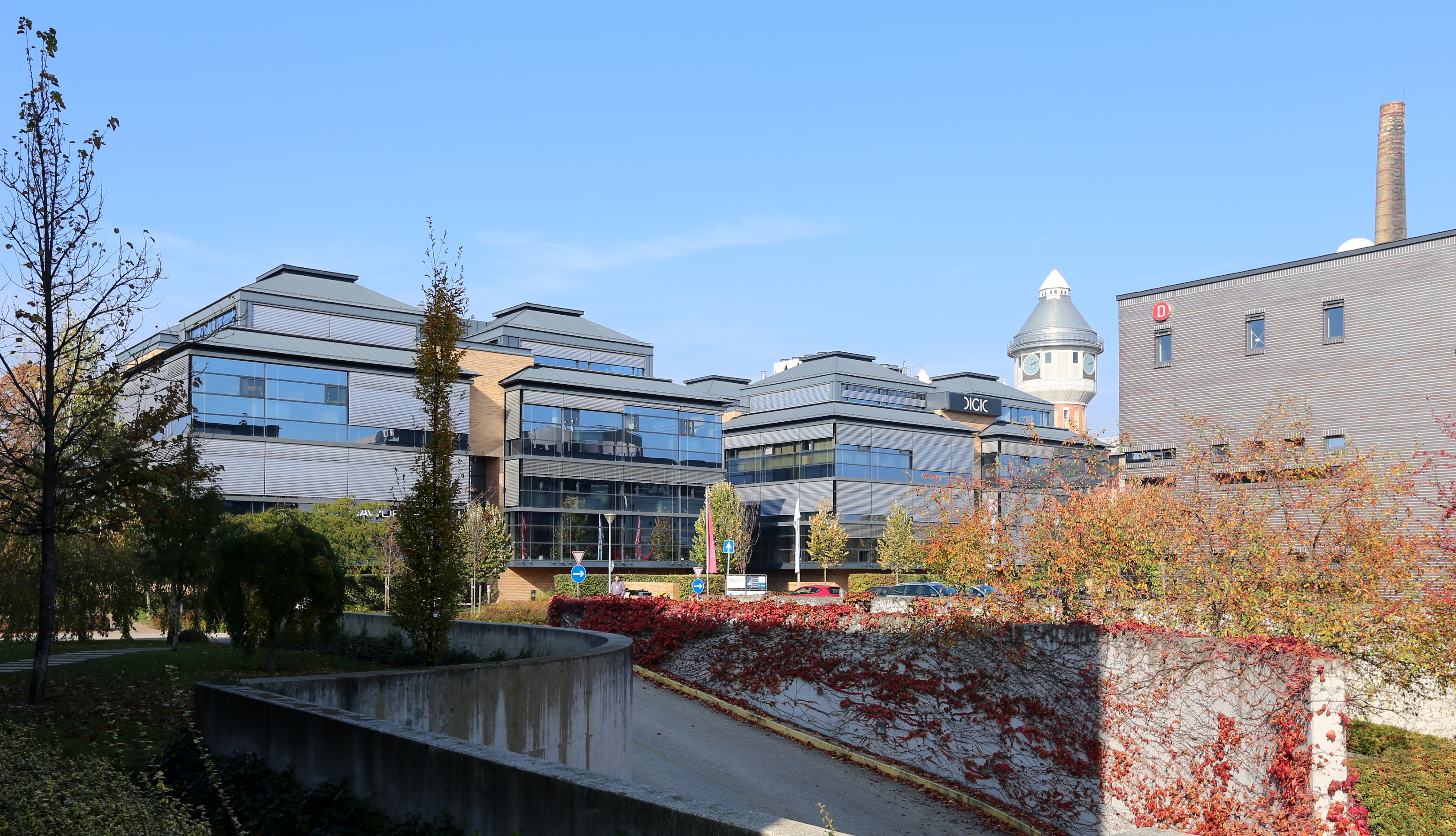
Servier Kutatóintézet Zrt
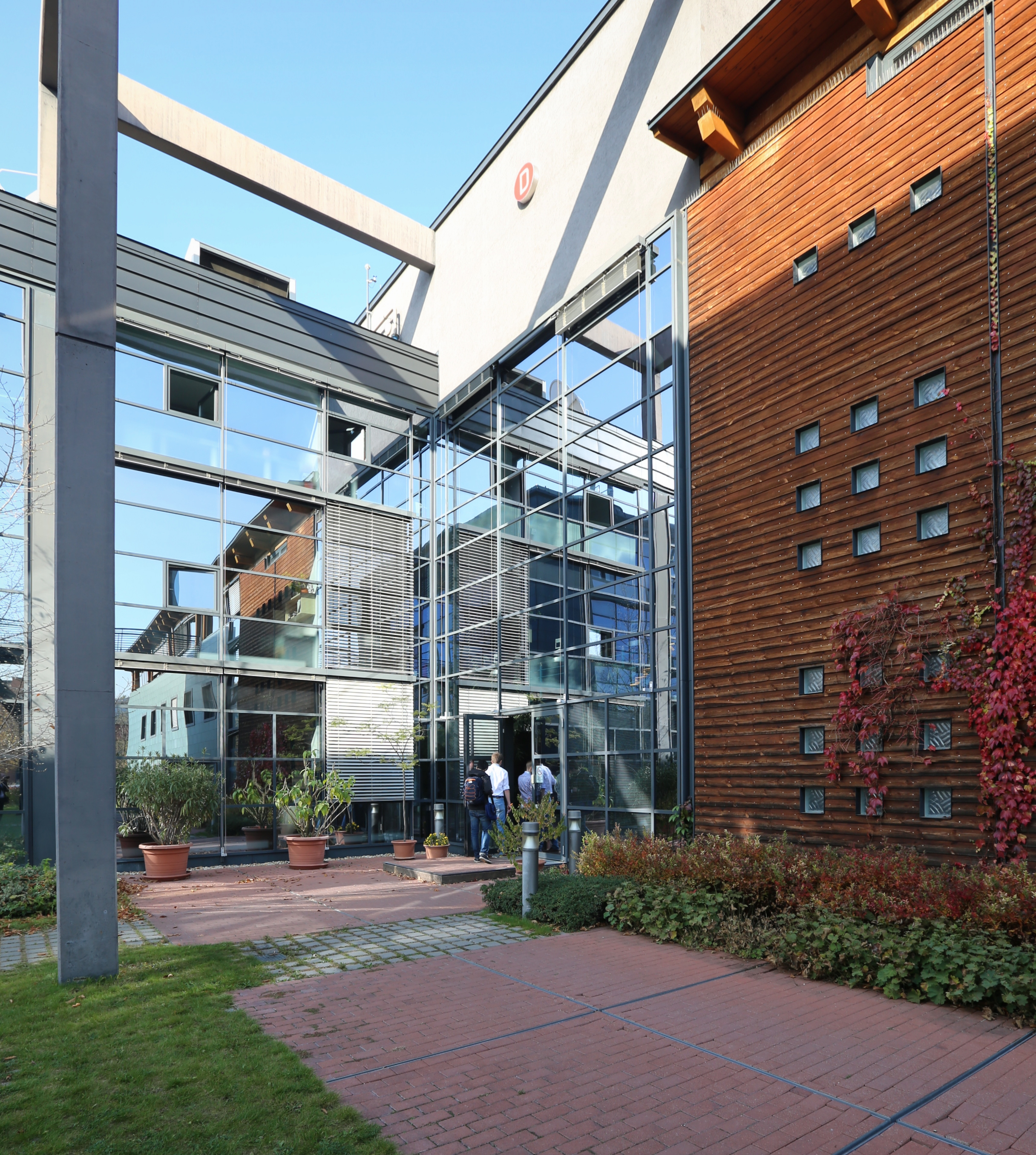
D épület, Microsec Zrt